# Gnarp
Gnarp ist eine Ortschaft (tätort) in der schwedischen Provinz Gävleborgs län und der historischen Provinz Hälsingland.
Der Ort in der Gemeinde Nordanstig liegt zwischen Hudiksvall und Sundsvall an der Europastraße 4.

## Verkehr
Gnarp liegt an der Bahnstrecke Stockholm–Sundsvall, die von Vy Tåg betrieben wird.

## Galerie

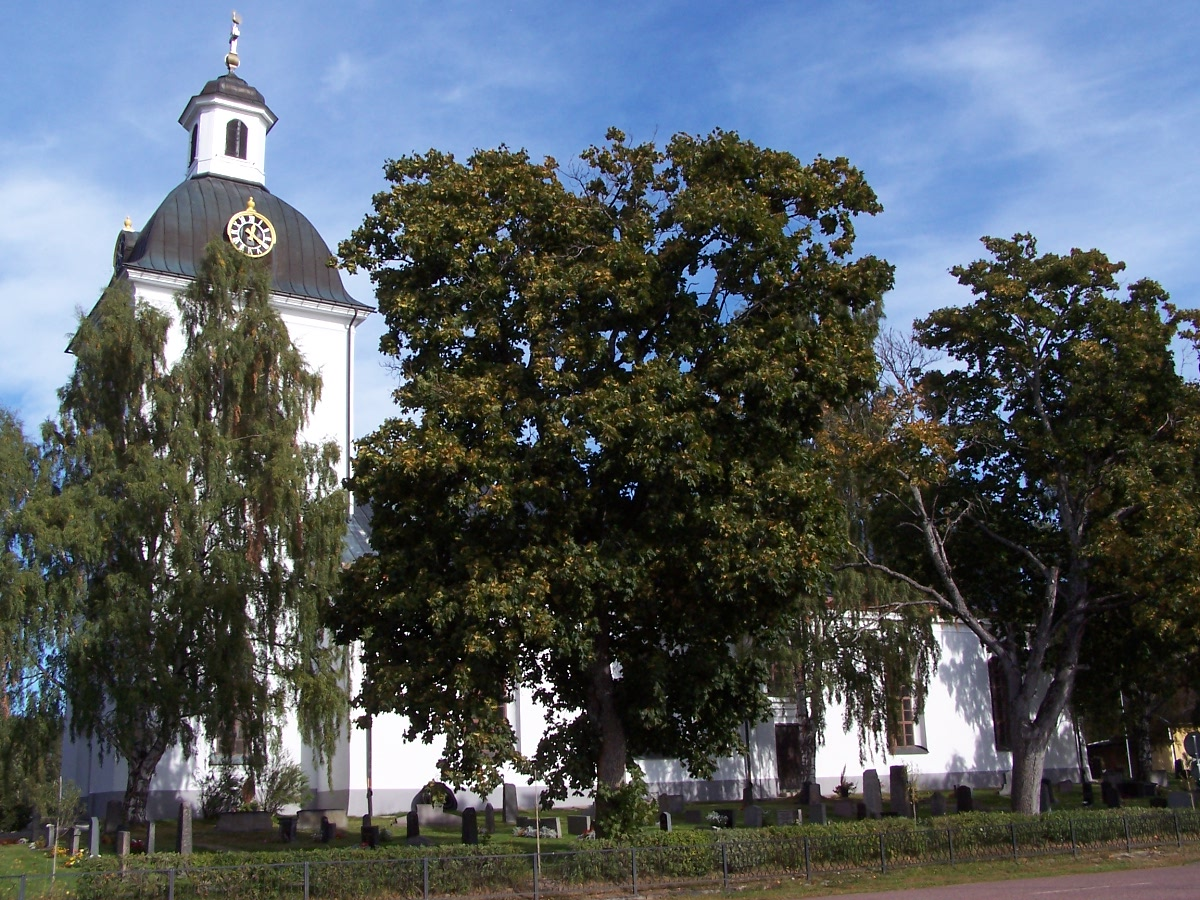
Ortskirche von Gnarp